# Melitta Marxer
Melitta Marxer (8 septembre 1923 – 13 février 2015) est une militante féministe liechtensteinoise qui lutta pour le droit de vote des femmes. Elle est principalement connue pour son discours devant le Conseil de l'Europe en 1983, qui fut crucial dans l'adoption du droit de vote féminin, l’année suivante, par référendum. Le Liechtenstein est le dernier pays d'Europe à accorder le droit de vote aux femmes.

## Biographie
Melitta Kaiser est née le 8 septembre 1923 à Schaanwald, Liechtenstein, où elle fut élevée avec ses quatre frères et sœurs. Après des études secondaires, elle travailla dans une usine de céramique jusqu'en 1949, quand elle se maria avec Felix Marxer (1922–1997). Tandis que ses trois filles grandissaient, elle devint de plus en plus consciente des inégalités auxquelles les femmes devaient faire face au Liechtenstein. Elle soutint ses filles dans leur désir pour une plus haute éducation et rejoignit le combat pour permettre aux filles d'aller au lycée, qui fut remporté dans les années 1960.
Elle s'engagea par la suite dans en faveur du droit de vote pour les femmes lors du référendum de 1968, qui fut un échec. Elle fonda avec d'autres femmes le Comité pour le suffrage des femmes (Komitée für das Frauenstimmrecht). En 1971 et 1973, deux autres référendums échouèrent, ce qui la poussa avec d'autres militantes féministes à créer la Aktion Dornröschen, qui signifie littéralement « rose épinée », mais est également un jeu de mots sur le nom allemand du conte La belle au bois dormant. Elles portèrent une doléance à la cour constitutionnelle, qui fut rejetée en 1982. Face à ces échecs, elles voyagèrent en Europe pour mettre en lumière l'inégalité dans leur pays. En 1983, elles arrivent à Strasbourg, en France, où elles exposèrent leur préjudice devant le Conseil de l'Europe. Bien que critiquées dans leur pays, leur action fut efficace, puisque le 2 juillet 1984, le droit de vote pour les femmes fut adopté, par les électeurs masculins.
Marxer meurt le 13 février 2015.

### Sources
- Nicky Gardner et Susanne Kries, « A Liechtenstein moment », Berlin, Germany, Hidden Europe Magazine, 22 juin 2009 (consulté le 11 mars 2016)
- (de) Alois Ospelt, « Lebenslauf Felix Marxer », sur Historischer Verein, Schaan, Liechtenstein, Jahrbuch des Historischen Vereins, Band 100, 29 novembre 1997 (consulté le 11 mars 2016)
- « Around the World; Liechtenstein Women Win Right to Vote », The New York Times, New York, New York,‎ 2 juillet 1984 (lire en ligne, consulté le 11 mars 2016)
- (de) « Die andere Hälfte », sur Isolde Marxer, Zurich, Switzerland, 2003 (consulté le 11 mars 2016)
- (no) « Melitta Marxer (f. 1923) », sur Kvinnemuseet, Kongsvinger, Norway, 2016 (consulté le 11 mars 2016)
- (de) « Marxer Melitta-Kaiser _2015 », sur Sterbebilder, Liechtenstein, 9 avril 2015 (consulté le 11 mars 2016)
- « With prayers and waiting, women will never reach their goal »(Archive.org • Wikiwix • Archive.is • Google • Que faire ?), 2011.